# Een echte Vermeer
Een echte Vermeer is een Nederlands-Frans-Belgisch-Kroatisch-Luxemburgse biografische film uit 2016, geregisseerd door Rudolf van den Berg. De film is gebaseerd op het leven van Han van Meegeren. De film ging in première op het Nederlands Filmfestival.
De film werd in 2016 genomineerd voor de Ghandi Award tijdens het Internationale filmfestival van in India in Goa.

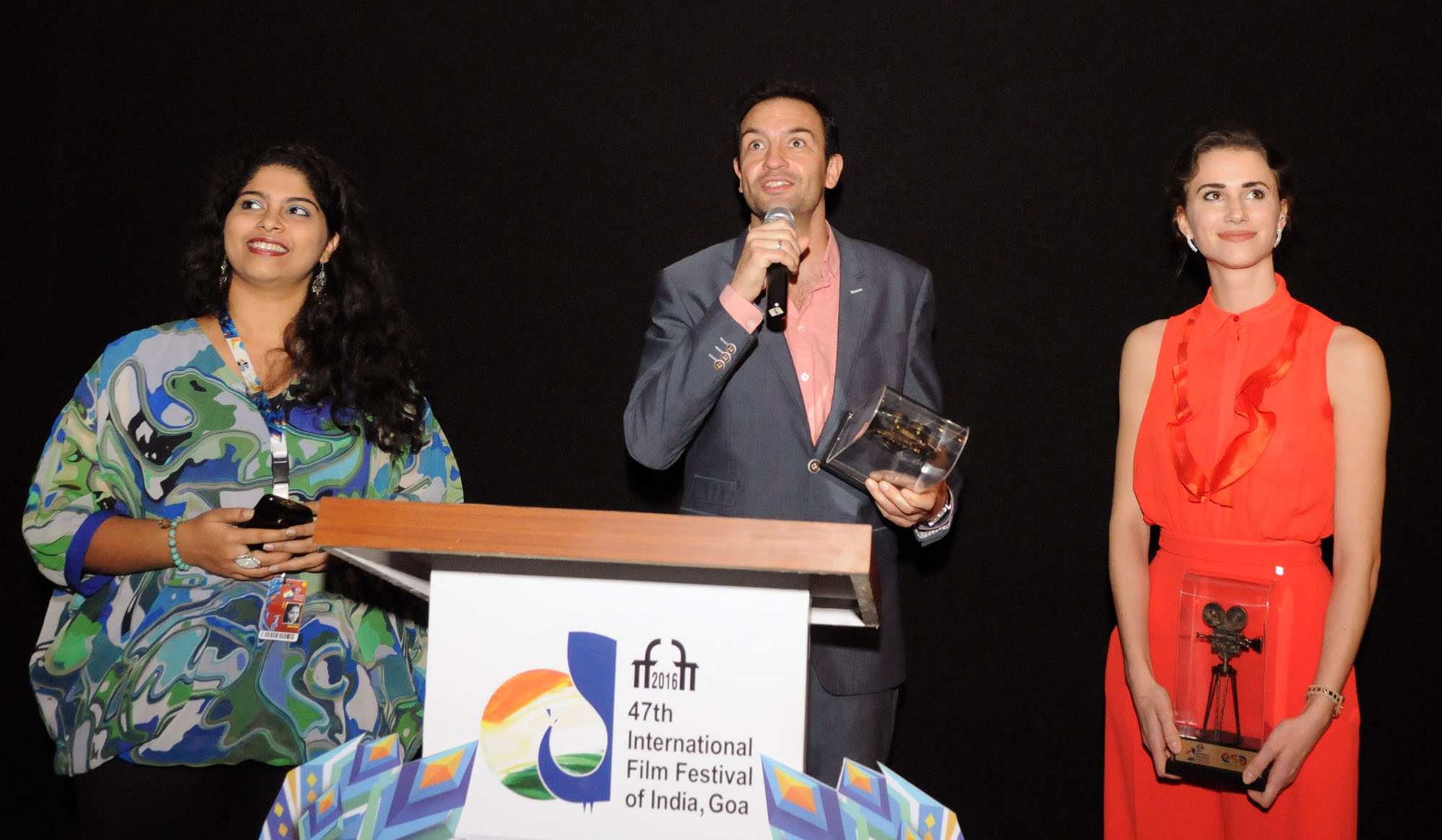
Lize Feryn (rechts) in 2016 bij het Internationale film festival in India. In het midden acteur Jeroen Spitzenberger.

## Verhaal
De vroege jaren twintig van de twintigste eeuw schildert Han van Meegeren in de stijl van oude meesters zoals Rembrandt van Rijn en Johannes Vermeer. Als Han halsoverkop verliefd wordt op de echtgenote van de belangrijkste kunstcriticus van het land, Meneer Bredius, zorgt dat voor slechte recensies over zijn werk.  Han zweert revanche en probeert Bredius om de tuin te leiden met een perfecte Vermeer-vervalsing.

## Rolverdeling
| Acteur               | Personage         |
| -------------------- | ----------------- |
| Jeroen Spitzenberger | Han Van Meegeren  |
| Dewi Reijs           | Anna Van Meegeren |
| Lize Feryn           | Jolanka Lakatos   |
| Roeland Fernhout     | Theo van der Pas  |
| Porgy Franssen       | Abraham Bredius   |
| Mingus Dagelet       | Jac Van Meegeren  |

## Achtergrond
Een echte Vermeer is gebaseerd op de gebeurtenissen rond Han van Meegeren, die in de jaren 30 en 40 meerdere werken van Johannes Vermeer vervalste. Zijn vervalsingen werden aangekocht door onder meer het Museum Boijmans Van Beuningen. Zijn bedrog kwam aan het licht nadat een van de werken in de collectie van Hermann Göring terecht was gekomen.